# Jiří Langer
Jiří (Georgo) Mordechaj Langer (ur. 19 marca 1894 w Pradze, zm. 12 marca 1943 w Tel-Awiwie) – żydowski poeta, naukowiec i publicysta, dziennikarz i pedagog.

## Wczesne życie
Langer urodził się w zasymilowanej rodzinie żydowskiej i uczęszczał do czeskich szkół. Jednak już w swoich wczesnych lat poczuł pociąg do judaizmu i wraz ze swoim przyjacielem ze szkoły: Alfredem Fuchsem studiował Talmud i Kabałę.
W wieku 19 lat postanowił opuścić rodzinny dom i przeniósł się do Bełza, aby dołączyć do chasydzkiego dworu Issachara Dowa Bera Rokeacha. Później opisał tę podróż i doświadczenie chasydzkiego sztetla w książce „Dziewięć bram do tajemnic chasydzkich” (cz. „Devět bran”).
Na początku I wojny światowej został powołany do armii austro-węgierskiej, ale odmówił wykonywania rozkazów wojskowych z powodu swoich przekonań religijnych. Za odmowę wykonywania rozkazów został skazany na wojskowe więzienie. Po wypuszczeniu powrócił do dworu Rokeaha, który to w latach wojennych przebywał na uchodźstwie na Węgrzech.
W tym okresie Langer zgłębiał naukę Tory, Talmudu, midraszy, oraz kabały i żył chasydzkim życiem wraz z całą społecznością.
Wraz z końcem I wojny światowej Jiří Langer zostawił chasydzki dwór i postanowił przenieść się do Wiednia, gdzie studiował w Hebrajskiej Akademii Pedagogicznej. Był to również czas, kiedy w swojej filozofii skierował się ku religijnemu syjonizmowi. Później wrócił do Pragi, gdzie dołączył do pracy instytucji syjonistycznych i pracował jako nauczyciel religii żydowskiej w czeskich szkołach. Był to również czas, kiedy rozwinęła się jego przyjaźń z Franzem Kafką i Maxem Brodem. Jest dziś pamiętany jako pierwszy nie-wschodnio-europejski Żyd czasów współczesnych, który pisał poezję po hebrajsku. Ale również za odważne homoerotyczne napięcie, które przechodzi przez jego listy, co było bardzo niezwykłe w tamtych czasach.
Był bratem Franciszka Langera.

## Publikacje
- Erotyka Kabały (1923)
- Funkcja mezuzy (1928)
- Filakterie (1931)
- Dziewięć bram (1937)
- Talmud : Antologia i historia (1938)
- Wiersze odrzucone (1938).